# Quinapondan
Quinapondan is een gemeente in de Filipijnse provincie Eastern Samar op het eiland Samar. Bij de laatste census in 2007 had de gemeente ruim 12 duizend inwoners.

## Geografie

### Bestuurlijke indeling
Quinapondan is onderverdeeld in de volgende 25 barangays:
| - Alang-alang - Anislag - Bagte - Barangay No. 1 - Barangay No. 2 - Barangay No. 3 - Barangay No. 4 - Barangay No. 5 - Barangay No. 6 - Barangay No. 7 - Buenavista - Caculangan - Cagdaja | - Cambilla - Cantenio - Naga - Paco - Palactad - Rizal - San Isidro - San Pedro - San Vicente - Santa Cruz - Santa Margarita - Santo Niño |

## Demografie
Quinapondan had bij de census van 2007 een inwoneraantal van 12.339 mensen. Dit zijn 618 mensen (5,3%) meer dan bij de vorige census van 2000. De gemiddelde jaarlijkse groei komt daarmee uit op 0,71%, hetgeen lager is dan het landelijk jaarlijks gemiddelde over deze periode (2,04%). Vergeleken met de census van 1995 is het aantal mensen met 305 (2,4%) afgenomen.

De bevolkingsdichtheid van Quinapondan was ten tijde van de laatste census, met 12.339 inwoners op 83,24 km², 148,2 mensen per km².